# توماس هاردي شالمرز
توماس هاردي شالمرز (بالإنجليزية: Thomas Hardie Chalmers)‏ هو منتج أفلام ومغني ومغني أوبرا وممثل أمريكي، ولد في 20 أكتوبر 1884 في نيويورك في الولايات المتحدة، وتوفي في 12 يونيو 1966 في غرينيتش في الولايات المتحدة.

## وصلات خارجية
- توماس هاردي شالمرز على موقع IMDb (الإنجليزية)
- توماس هاردي شالمرز على موقع ميوزك برينز (الإنجليزية)
- توماس هاردي شالمرز على موقع قاعدة بيانات برودواي على الإنترنت (الإنجليزية)
- توماس هاردي شالمرز على موقع قاعدة بيانات الأفلام السويدية (السويدية)
- توماس هاردي شالمرز على موقع قاعدة بيانات الفيلم (الإنجليزية)